# كريسوبيريل
كريسوبيريل هو معدن أو حجر كريم لا ينبغي الخلط بينه وبين البيريل، وهو ألومينات البيريليوم و يحمل الصيغة الكيميائية BeAl2O4.

## التسمية
اسم الكريسوبيرل مشتق من الكلمة اليونانية المركبة المتكونة من شقين الأول (باليونانية: χρυσός)‏ والثاني (باليونانية: βήρυλλος)‏ بمعنى «الذهب الأبيض اللامع جداً». على الرغم من تشابه الأسماء بينهما، فإن كريسوبيرل و البيرل هما نوعان من الأحجار الكريمة مختلفان تماماً.

## خصائصه
كريسوبيرل هو ثالث أصلب نوع من الأحجار الكريمة العضوية الطبيعية حيث يتم تصنيفه عند 8,5 درجة على مقياس موس للصلابة ويقع بين الكوروند الذي يحمل الرقم (9) على مقياس موس و بين التوباز الذي يحمل الرقم (8).